# Irlanda parte del Regno Unito
La storia dell'Irlanda dal 1801 al 1922 (periodo nel quale è stata una delle tre home nations.) è contraddistinta da lotte politiche e di classe, rivoluzioni sociali, industriali e soprattutto culturali. L'evento che ha segnato la chiusura di questo periodo storico e l'inizio dell'epoca indipendente dell'Eire e della nascita dell'Irlanda del Nord è la Guerra d'indipendenza irlandese del 1921.

## L'Atto d'Unione Irlandese (Irish Act of Union)
L'Atto d'Unione Irlandese, che univa Irlanda a Inghilterra, Galles e Scozia, diventò effettivo il 1º gennaio 1801, in un momento in cui la Gran Bretagna, protestante, si trovava a fronteggiare in maniera quasi continua la cattolica Francia e l'altrettanto cattolica Spagna e dopo aver represso, qualche tempo prima, i moti di ribellione della stessa Irlanda, a maggioranza cattolica. L'Atto di Unione assegnava all'Irlanda - previo lo scioglimento del suo parlamento - 1.000 seggi alla Camera dei Comuni e 32 nella Camera dei Lord in rappresentanza dei suoi 5.000.000 di abitanti (una popolazione molto più numerosa di quella del Galles e della Scozia): prima del suo scioglimento, il parlamento irlandese pose come condizione che ai cattolici venisse concesso il diritto di voto e il diritto di rivestire cariche pubbliche. Fu a causa dell'impossibilità di mantenere questa promessa che il Primo Ministro britannico William Pitt il Giovane si vide costretto a presentare e sue dimissioni il 3 febbraio 1801 a re Giorgio III.